# Max Josef Beer
Max Josef Beer (* 25. August 1851 in Wien; † 25. November 1908 in Wien) war ein österreichischer Komponist und im Hauptberuf Rechnungsrat der k.u.k. niederösterreichischen Statthalterei.

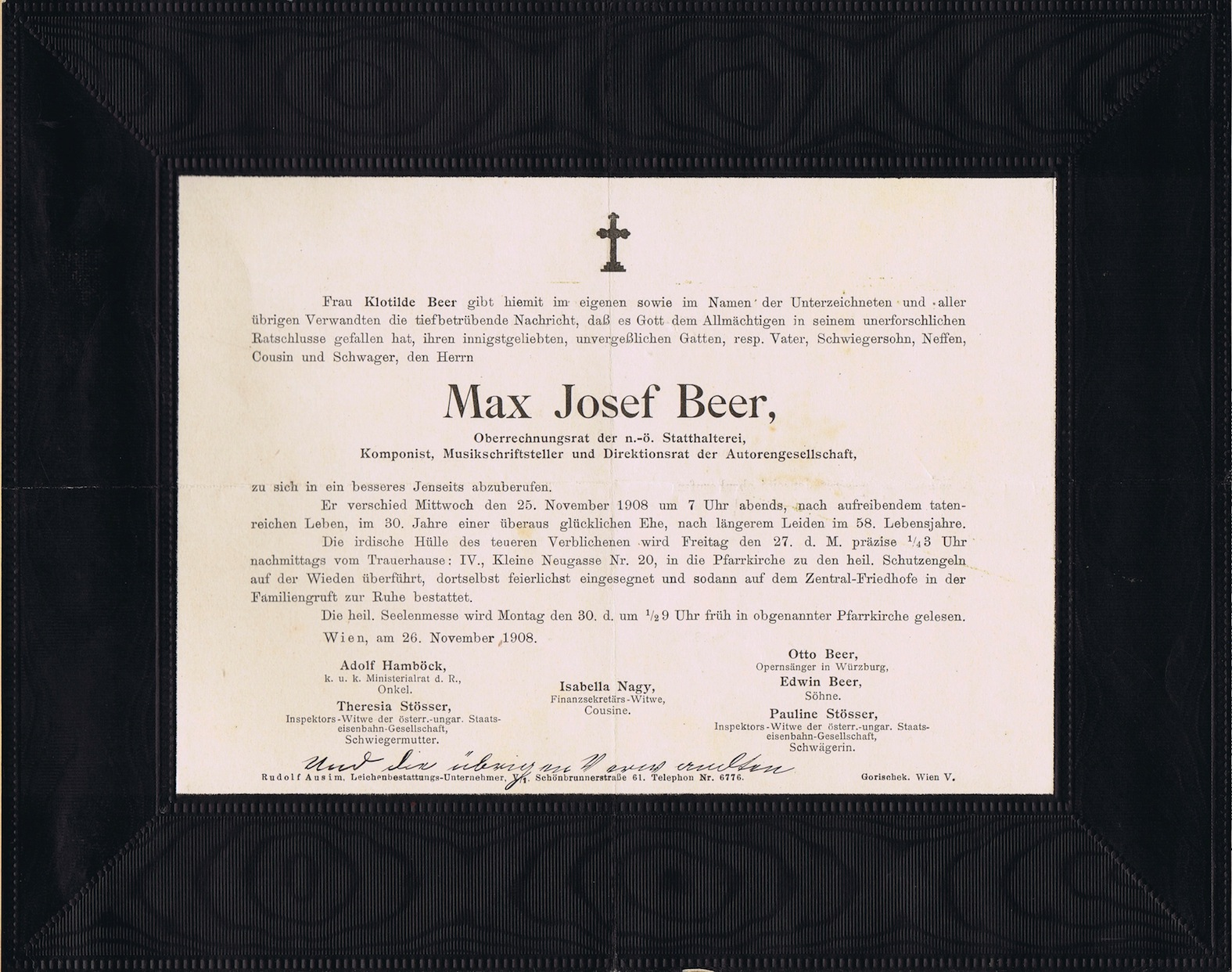
Partezettel Max Josef Beer

Am 15. Februar 1871 hatte seine Oper „Elisabeth von Ungarn“ Premiere an der Mailander Scala. Diese Opera seria in vier Akten (Libretto von H. Mathonnet de Saint-Georges) war von Carlo D’Ormeville ins Italienische übertragen worden („Elisabetta d’Ungheria“). Es sangen Elisabetta Sternberg (Sopran), Auguste Louis Arsandaux (Tenor), Jean-Louis Lasalle (Bariton) und Joseph-Victor Warot (Bass). Sie blieb erfolglos.
Als sein Hauptwerk gilt die am 18. Februar 1897 in Augsburg uraufgeführte einaktige Oper „Der Strike der Schmiede“. Stilistisch zählt sie zum musikalischen Verismus. Dramatischer Höhepunkt ist ein (allerdings hinter den Kulissen) mit Schmiedehämmern ausgetragener Zweikampf zwischen dem Streikführer und dem Streikbrecher, den dieser gewinnt.
Das Libretto schrieb Victor Léon, frei nach dem gleichnamigen Gedicht von François Coppée. Mit dieser Oper nahm Beer an dem 1893 von Herzog Ernst II. von Sachsen-Coburg ausgerichteten Kompositionswettbewerb teil. Sie war hier jedoch ebenso erfolglos wie beim Publikum, sodass auch diese Oper heute als vergessen gilt.
Seine Grabstätte befindet sich am Zentralfriedhof: Gruppe 72 D, Reihe G 1, Nr. 31.

## Weitere Werke
- Fünf Minnelieder für Pianoforte
- Sechs Lieder für eine Singstimme mit Clavierbegleitung
- Eichendorffiana. 9 Klavierstücke
- Ghaselen. 6 Klavierstücke
- Lyrisches Intermezzo. Vier Stimmungsbilder für Piano
- Sturm und Stille. 6 Gesänge nach Dichtungen von C. Stögmann, O. v. Redwitz, Heinrich Heine, Friedrich Rückert
- Des Sängers Fluch, von Ludwig Uhland, für Declamation mit Begleitung des Pianoforte
- Ein Fastnachtsmärchen. 8 Carneval-Stücke für Piano
- Aus lichten Tagen. 4 Clavier-Poèsien
- Abendfeier. Drei Phantasie-Stücke für das Pianoforte zu vier Händen
- Liebesleben. Liederspiel nach Gedichten von H. Kletke für Sopran, Tenor, Bass und Pianoforte
- Haidebilder aus Ungarn. 3 Clavierstücke zu 4 Händen
- Die schöne Kellnerin von Bacharach und ihre Gäste. Fünf Gedichte von N. Müller für eine tiefere Stimme mit Begleitung des Pianoforte
- Aus der Minnezeit. Ein Cyklus von Gesängen nach Gedichten mittelalterlicher Dichter (Dietmar von Aist, Pfeffel, Der von Kürenberg, Ulrich von Gutenburg), für Frauen-Chor und Clavierbegleitung. Op. 31
- Sweet Evening comes with a softer air. Solo und Chor für Männerstimmen, nach Texten von A. J. Foxwell. Op. 25
- Die Wallfahrt nach Kevelaer opus 44 für Männerchor, Harmonium und Tamtam oder Harmonium, Bass und gemischtem Chor